# Eidsvoll
Eidsvoll este o comună din provincia Akershus, Norvegia.